# Engenheiro Rubens Paiva
Engenheiro Rubens Paiva – stacja metra w Rio de Janeiro, na linii 2. Zlokalizowana jest pomiędzy stacjami Acari-Fazenda Botafogo i Pavuna. Została otwarta 24 września 1998.